# Далбиньш, Юрис
Ю́рис Да́лбиньш (латыш. Juris Dalbiņš, 1 января 1954 года, Добеле, Латвийская ССР, СССР) — латвийский политический и государственный деятель, с 25.10.1994 по 08.06.1998 — командующий Национальными вооруженными силами Латвии.
В советское время работал учителем физкультуры в школе. Депутат 7, 8 и 9 Сейма Латвии (член партии «Народная партия»), бывший[когда?]

 председатель комиссии Сейма по обороне, внутренним делам и борьбе с коррупцией, член комиссии по надзору Бюро по предотвращению и борьбе с коррупцией,[когда?]

 член Совета по национальной безопасности[когда?]

. Депутат Рижской Думы[когда?]

.
8 июня 1998 года, по состоянию здоровья, президентом Гунтисом Улманисом был отправлен в отставку.
27 сентября 1998 года присутствовал на торжественной церемонии перезахоронения на мемориальном кладбище в Лестене 10 воинов Латышского добровольческого легиона СС.
Выдвигался[когда?]

 Народной партией на пост министра обороны Латвии и баллотировался[когда?]

 в Европарламент, но не был избран.

## Награды
- Орден Виестура 3-й степени с мечами
- Памятный знак участника баррикад 1991 года
- Медаль министра обороны за заслуги на военной службе
- Почётный знак и Почётная грамота министра обороны